# 依婷
依婷可以指：
- 何依婷，香港女演員
- 卓依婷，台灣女歌手
- 林依婷，中國女歌手
- 林依婷 (政治人物)，台灣政治人物
- 余依婷，中國女子游泳運動員
- 傅依婷，中國女子擊劍運動員

|  | 这是一个同类索引条目，列出擁有相同或近似名稱的同類型項目。 若您循內部連結來到此頁面，請考慮修正該，將其指向正確的條目。 |